# Tvistein fyr
Tvistein fyr er et fyr ved Nevlunghavn i Vestfold og Telemark fylke i Norge. Det står på den østlige af to små holme omkring tre kilometer syd for Hummerbakkfjorden. Navnet betyder to sten, som i dette tilfældet sigter til runde, «stenlignende» holme.
Fyret blev opført i 1908. Lyset står sytten meter over højvande og når 13.2 nautiske mil. Fyret blev elektrificeret i 1951, samtidig blev et nyt tårn og ny betjentbolig anlagt. Det var familie-fyr til slutningen af 1950'erne, da der blev indført en turnusordning i stedet . I 1987 blev fyret automatiseret og blev da ubemandet.

## Eksterne kilder og henvisninger
- Tvistein fyr – Norsk fyrhistorisk forening
- Norsk fyrliste 2012 (Webside ikke længere tilgængelig), Kystverket